# Veigertovský dům (Kolín)
Veigertovský dům stojí na Karlově náměstí čp. 8 v Kolíně. Řadový původně gotický dům byl barokně přestavěn na počátku osmnáctého století. V polovině devatenáctého století byl zrekonstruován v duchu pozdního klasicismu. Na podzim roku 1935 bylo ve druhém patře domu otevřeno druhé městské muzeum. V šedesátých letech dvacátého století se sloučilo s městským muzeem a získalo prostory v celém domě. Muzeum bylo veřejnosti přístupné do roku 1983. Následně byly zahájeny rekonstrukční práce, které však nebyly dokončeny. Rozsáhlou rekonstrukcí a dostavbou prošel dům až po vyřešení restitučních nároků mezi lety 2014 až 2018. Po třiceti čtyřech letech, v březnu 2017 byl Veigertovský dům opět otevřen pro veřejnost a Regionální muzeum v Kolíně ho používá jako hlavní budovu. Dům je zapsán do Ústředního seznamu nemovitých kulturních památek ČR pod číslem 17788/ 2–747.

## Historie
Středověký dům byl postaven koncem třináctého století, snad na dvou gotických parcelách nebo spojením dvou samostatných domů. První písemná zmínka se dochovala v radním manuálu městského písaře Jakuba z Vrbice z roku 1494. Byl zde zaznamenán prodej domu Janem Rorýcem zeti Jakubovi Krčínovi staršímu z Jelčan. Byl to dědeček českého rybníkáře a rožmberského regenta Jakuba Krčína z Jelčan a dům vlastnil do roku 1499. Z dochovaných záznamů lze zjistit, že v roce 1623 dům zdědila Kateřina Volyňská. Její poslední manžel Nartin Kincl odkázal dům svému synovi Tobiáši Kinclovi, kterému patřil do roku 1680. Mezi lety 1707 až 1735 byl majitelem domu městský úředník a pozdější správce radovesnického panství Pavel Samuelis. V tomto období byla pravděpodobně provedena rozsáhlá barokní přestavba objektu, kterou připomíná štuková výzdoba na klenbách průjezdu a ve dvou místnostech v přízemí. V roce 1757 dům koupila rodina mlynáře Václava Veigerta. Po smrti mlynáře vlastnil dům do roku 1812 jeho syn Václav, zámožný kolínský kupec. Dům se začal nazývat jménem tohoto rodu.
V roce 1858 koupil dům obchodník Josef Turnau a roku 1863 ho nechal přestavět do pozdně klasicistní podoby. Mezi lety 1896 až 1904 byla pronajata část prostor v domě pro dvoutřídní obchodní školu, která byla předchůdkyní Obchodní akademie. Od potomků Josefa Turnau, Jiřího a Arnolda, koupil dům Ludvik Pollak. V této době byl v přízemí provozován obchod s obuví kolínské firmy „Zikmund Feldmann a spol.“, Posléze zde byl obchod chrudimské obuvnické firmy Friedricha Leopolda Poppera, také obchody firmy „Bonbonia“ a obchod Marie Králové s dámskou konfekcí.
V září roku 1935, na základě iniciativy Klubu českých turistů, bylo ve druhém patře domu otevřeno druhé městské muzeum. Roku 1942 bylo přejmenováno na „Literární a umělecké sbírky města Kolína“. V šedesátých letech dvacátého století došlo ke sloučení s městským muzeem, které získalo prostory v celé budově. Muzeum v domě na Karlově náměstí čp. 8 bylo veřejnosti přístupné do roku 1983, kdy bylo uzavřeno z důvodu rekonstrukce. Ta však byla omezena až zastavena řadou majetkoprávních sporů, vyplývajících z uplatňování restitučních nároků na Veigertovský dům.

### Jednadvacáté století
Po dořešení majetkových sporů přešel celý objekt do majetku Středočeského kraje a po rozsáhlé rekonstrukci byl dne 8. března 2017 zpřístupněn veřejnosti a slouží jako hlavní budova Regionálního muzea v Kolíně. První stálou expozicí byla výstava o bitvě u Kolína. Expozice v gotických sklepeních byla otevřena v roce 2018 a mapuje historii a vývoj domu. Mezi dominanty expozice patří model domu, zobrazující jeho podobu na počátku devatenáctého století. Vystaveny byly také archeologické nálezy jako například keramika z přelomu dvanáctého a třináctého století, nádoby ze čtrnáctého, ale i ze šestnáctého a sedmnáctého století. Byly nalezeny při výzkumu, který probíhal v letech 2014 až 2015. Na nádvoří byla objevena středověká pec na chleba.

## Rekonstrukce
Rekonstrukce objektu začala v létě roku 2014. Souvisel s ní archeologický průzkum. Bylo třeba vybourat betonové základy plánovaného hlediště a letní scény, budované v osmdesátých letech 20. století. Stavební obnova domu a též dvorního traktu zahrnovala obnovení dochovaných historických prvků jako byla štuková výzdoba v přízemí a malované stropy v prvním patře. V dvorním traktu bylo obnoveno podloubí. Na půdorysu původní nízké budovy podél jižní dvorní zdi byl postaven nový depozitář a výtah, který spojil obě budovy. Výškové rozdíly jednotlivých částí domu, dané stavebním vývojem i svažitým terénem pozemku vyrovnává řada schodišť a ramp, která spolu s výtahem umožňuje bezbariérový pohyb osob ve veřejných prostorách muzea. V podkroví byla nahrazena mohutná zděná vestavba stropní konstrukce lehkou vestavbou ve dvou podlažích, která je propojena skleněným schodištěm.
Schodiště dělí prostor dvora na dva čtvercové dvorky, které jsou lemovány obnoveným podloubím vnitřního traktu domu. Přístavba výtahu má tvar štíhlého hranolu, který je osazen na barokní podloubí v přízemí hlavní části domu.

## Architektura
Původně gotický dům se změnil stavebními úpravami během staletí na honosný měšťanský dům. Výstavností a rozsáhlými prostorami dominuje nad ostatními domy na náměstí. Dvoupatrový řadový dům je rozdělen šesti okenními osami. Okna v prvním poschodí jsou ozdobena šambránami, lištou a klenákem. Okna obou poschodí rozdělují jednoduché lizény. V přízemí a prvním patře mají místnosti i chodby valené klenby. Ve větších místnostech jsou klenby s výsečemi. Místnosti ve druhém patře mají stropy rovné.
Podloubí v přízemí má tři polokruhové oblouky, sklenuté českou plackou. V průjezdu je valená klenba se štukovým zrcadlem. Po přístavbě druhého poschodí byly zesíleny pilíře arkád.
Fasáda prvního poschodí pochází ze sedmnáctého století. Fasáda druhého poschodí z novější přístavby byla přizpůsobena celkové koncepci domu. Střecha budovy je sedlová. Pod polovinou domu se nachází gotický sklep s gotickým portálkem se skoseným ostěním.
Při rekonstrukci v padesátých letech 20. století byla v podloubí odkryta a obnovena část renesanční sgrafitové výzdoby, ale během desetiletí byla znovu zabílena.

## Související stránky
- Seznam kulturních památek v Kolíně